# Al-Bir Faukani
Al-Bir Faukani (arab. البير فوقاني) – wieś w Syrii, w muhafazie Aleppo. W 2004 roku liczyła 618 mieszkańców.